# Pomponio Amalteo

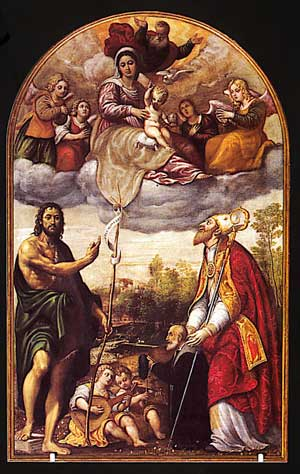
Jungfrau im Himmel mit Heiligen und Spender, 1563; Francenigo di Gaiarine, Kirche San Tiziano

Pomponio Amalteo, auch Amaltei (* 1505 in Motta di Livenza; † 9. März 1588 in San Vito al Tagliamento) war ein italienischer Maler und Bildhauer.

## Leben und Werk
Amalteo war ein Sohn des Leonardo della Motta und dessen Frau Natalia (geborene Amaltei), einer Schwester Paolo Marcantonios und Francesco Amalteis. Die Familie mütterlicherseits war wohlhabend und stammte von Franciscus Amalteus ab, der 1490 als “Ser Franciscus Amalteus de civitäte Oeniponti qui moratur Portus Naonis” erwähnt wurde. Das Geburtsjahr wurde aus der Bezeichnung auf einem Altarbild aus dem Dom von Portogruaro aus dem Jahr 1583 abgeleitet, auf dem er sein Alter mit 78 Jahren angegeben hatte. Er übersiedelte nach San Vito al Tagliamento, wo er heimisch wurde. In einer Urkunde aus dem Jahr 1586 wird er als Bürger dieser Stadt erwähnt, der aus Motta stammte. Amalteo war dort Mitglied des Gemeinderats, wurde am 24. April 1562 Bürgermeister und besaß ein Haus in der Via Tajana Nr. 112. Amalteo wurde von Giovanni Antonio da Pordenone ausgebildet, dessen Einfluss ich in seinen Werken widerspiegelt. Er ahmte dessen grandiose Art in der Formengebung bisweilen übertrieben oder oberflächlich nach und schien auch von den Werken Tizians beeinflusst worden zu sein. Wenig wahrscheinlich sind die Angaben zu Werken, die er als zwölfjähriger Knabe (das große Altarbild im Dome von S. Vito). Er soll bereits im Alter von 15 Jahren zwei Figuren in die Fresken seines Meisters eingefügt haben, die dieser in einer Kapelle im Dom von Treviso anfertigte. Als das früheste Bild Amalteos werden die sechs Heiligenfiguren angesehen, die er 1533 und 1534 im Dom zu San Vito anfertigte. Ebenso die biblischen und römischen Geschichtsbilder im Rathaus (Loggia) zu Ceneda. Arbeiten von ihm befinden sich in Santa Maria de' Battuti zu San Vito al Tagliamento, Prodolone und im Dom Santa Maria Annunziata von Udine. Er arbeitete bis zu seinem 83. Lebensjahr in Friaul. Er signierte seine Werke mit „Pomponius pinxit“. Amalteo war zudem als Radierer und Bildhauer tätig und wurde als Ratgeber in architektonischen Fragen herangezogen.

## Familie
Amalteo war zunächst mit Orsina, der Tochter des Grafen Pier Antonio Sbrojavacca verheiratet, die jedoch 1534 starb. Kurz darauf heiratete er am 29. Juni 1534 Graziosa, die Tochter seines Lehrers Giovanni Antonio da Pordenone, danach 1541 in dritter Ehe Lucrezia Madrisio aus Udine und schließlich Nicolosa Segatto. Aus diesen Ehen hatte er sieben Töchter, von denen Quintilia ebenfalls Malerin wurde. Sie war mit dem Maler Giuseppe Moretti verheiratet. Eine andere Tochter vermählte sich mit dem Maler Sebastiano Secante. Beide waren Schüler Amalteos, ebenso wie sein jung verstorbener Bruder Girolamo Amalteo.